# (5733) 1989 AQ
(5733) 1989 AQ (1989 AQ, 1976 UF3, 1987 RC3) — астероїд головного поясу, відкритий 4 січня 1989 року.
Тіссеранів параметр щодо Юпітера — 3,173.